# Semily
Semily (německy Semil) jsou město ležící na severovýchodě Čech a jihovýchodě Libereckého kraje v okresu Semily. Rozkládají se v hlubokém údolí u soutoku Jizery s Oleškou na severní hranici Českého ráje. V Semilech žije přibližně 8 000 obyvatel, a jsou tak v rámci okresu předstiženy Turnovem. Zároveň jde o okresní město s nejnižším počtem obyvatel v Česku. Leží v kotlině na řece Jizeře ve výšce 340 m n. m., kolem 50 km od Liberce a asi 100 km od Prahy.
Rozloha Semil je 16,31 km². Město se člení na tři katastrální území (Semily, Spálov u Semil, Bítouchov u Semil) a čtyři místní části (Semily, Podmoklice, Spálov, Bítouchov). Mezi památky Semil patří děkanský kostel sv. Petra a Pavla, kostel sv. Jana Křtitele, hotel Obecní dům, dům čp. 2 (muzeum), tři roubené chalupy v Jílovecké ulici, mariánský sloup, sochy sv. Anny a sv. Václava u děkanského kostela, sochy sv. Jana Nepomuckého, dr. Františka Ladislava Riegra, sousoší Antala Staška a Ivana Olbrachta a další.
V blízkosti města se nachází ojedinělé údolí Jizery, jež patří do Geoparku UNESCO, prochází jím Riegrova a Kamenického stezka.

## Historie

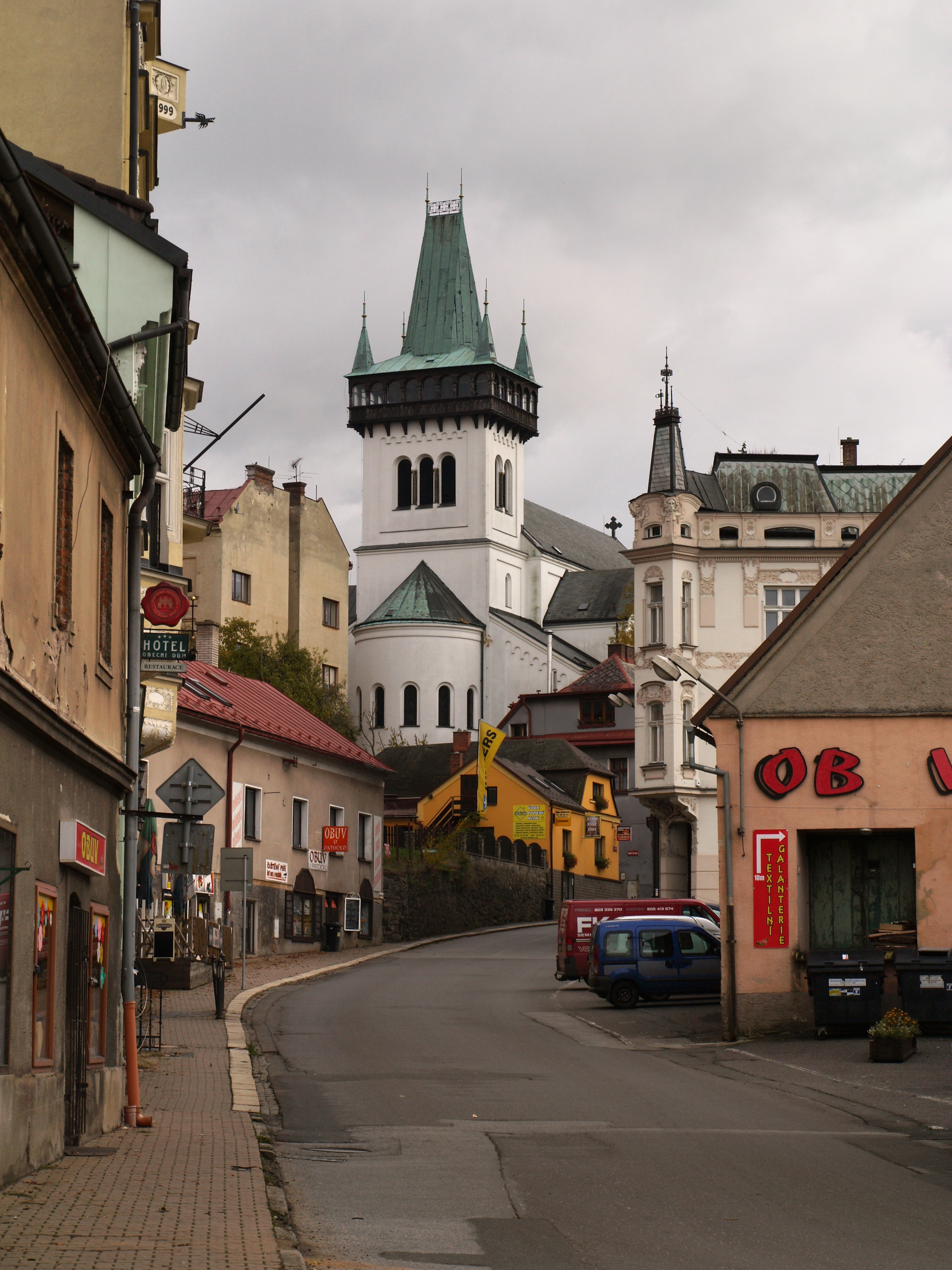
Husova ulice

První písemná zmínka o Semilech, resp. o farním kostele, je z roku 1352, a dá se tedy předpokládat, že obec samotná existovala již dříve. Vsi Podmoklice a Klinkovice jsou připomínány již v roce 1318 jako majetek Voka z Rotštejna. V Semilech sídlila šlechta, která zde pravděpodobně na Koštofranku vystavěla tvrz a později u Jizery dvůr a nakonec na počátku 18. století zámek. V roce 1542 se majetkové poměry ustálily a Semily se dostaly do vlastnictví rodu Smiřických ze Smiřic. Později přešly do rukou Albrechta z Valdštejna, který je v roce 1628 postoupil do zástavy Mikuláši Desfoursovi, jenž je roku 1635 získal do dědičného vlastnictví.
V roce 1691 postihl Semily požár, při němž shořela většina domů včetně někdejší fary, školy, radnice, panských domů a dvou kostelů. Majitel panství Ferdinand Ignác Desfours mimo řady opatření k obnově nechal postavit nový jednopatrový barokní zámek, v jehož severozápadním křídle je částečně zakomponována i budova původní renesanční tvrze.
V roce 1713 již měly Semily více domů nežli před požárem. Byly pak v majetku Desfoursů až do roku 1748, kdy byly prodány hr. Františku Václavu Caretto-Millesimo, zeti Ferdinanda Desfourse. Panství bylo v roce 1754 ještě rozšířeno o statek Jesenný a Škodějov. Roku 1810 prodal Josef Caretto-Milesimo semilské panství podnikateli Jakubu Veithovi, který se zde za kontinentální blokády snažil zavést výrobu řepného sirobu. V roce 1824 koupil Semily Karel Alain Gabriel kníže Rohan, vévoda Montbazonský a Bouillonský. Zámek Rohanové od roku 1850 pronajímali nově vytvořeným státním úřadům, jako okresnímu hejtmanství, okresnímu soudu, bernímu úřadu aj. Město na přelomu let 1898/1899 za 270 tisíc zlatých koupilo část velkostatku včetně zámku, pivovarů a lesů, čímž si vytvořilo podmínky k dalšímu růstu. Nezbytnou přístavbu zámku si již nemohlo dovolit a prodalo jej proto roku 1924 státu. Ten jej využívá dodnes, po zrušení okresních úřadů v roce 2002 je mj. sídlem Úřadu pro zastupování státu ve věcech majetkových. Semily se staly pověřenou obcí 3. stupně s 21 spádovými obcemi. Roku 1939 se se Semily sloučila obec Podmoklice a v roce 1964 byly připojeny také Bítouchov a Spálov.
Název Semily se ustálil až v polovině 19. století, od kdy se také pro městečko Semily, jak je od neznámé doby nazýváno, již trvale užívá označení město. Na starších mapách a dokumentech najdeme i tvary Semil, Semill, Semile, Semille či dokonce Seemühl. Od čeho je jméno odvozeno se lze jen dohadovat – podle jazykovědců by mělo označovat osadu „semilů“, tj. lidí, kteří jsou milí nebo kteří se líbí.
Obyvatelstvo se živilo zemědělstvím a řemesly, zejména zpracováním lnu a bavlny a tkalcovstvím, od poloviny 19. století v továrnách. K průmyslovému rozvoji Semil a Podmoklic přispěla stavba železniční tratě z Pardubic do Liberce v letech 1856–1858.
Počátkem 20. století se začalo více dbát na vzhled města. Nevzhledné budovy, které nebyly zničeny po dalším požáru, byly zbourány a nahrazeny většími a výstavnějšími. Postavila se i Semilská nemocnice a vyrostla vilová čtvrť Na Kruhách v místech, kde byly původně jen louky. Čistý přírůstek domů v 1. desetiletí 20. století byl 115.
Po skončení 1. světové války bylo postaveno dalších 26 domů Na Kruhách a 46 domů na Letné. Zbudovala se učňovská škola, druhá budova nemocnice, krematorium a v Podmoklicích škola. Po 2. světové válce bylo vystaveno gymnázium, Základní škola Dr. F. L. Riegra, vyrostlo několik bytových sídlišť: Oleška, Řeky, Pod nádražím, Černý most; výstavba rodinných domů pokračovala nad nádražím, v lokalitě Vinice a Nad špejcharem.

## Přírodní poměry

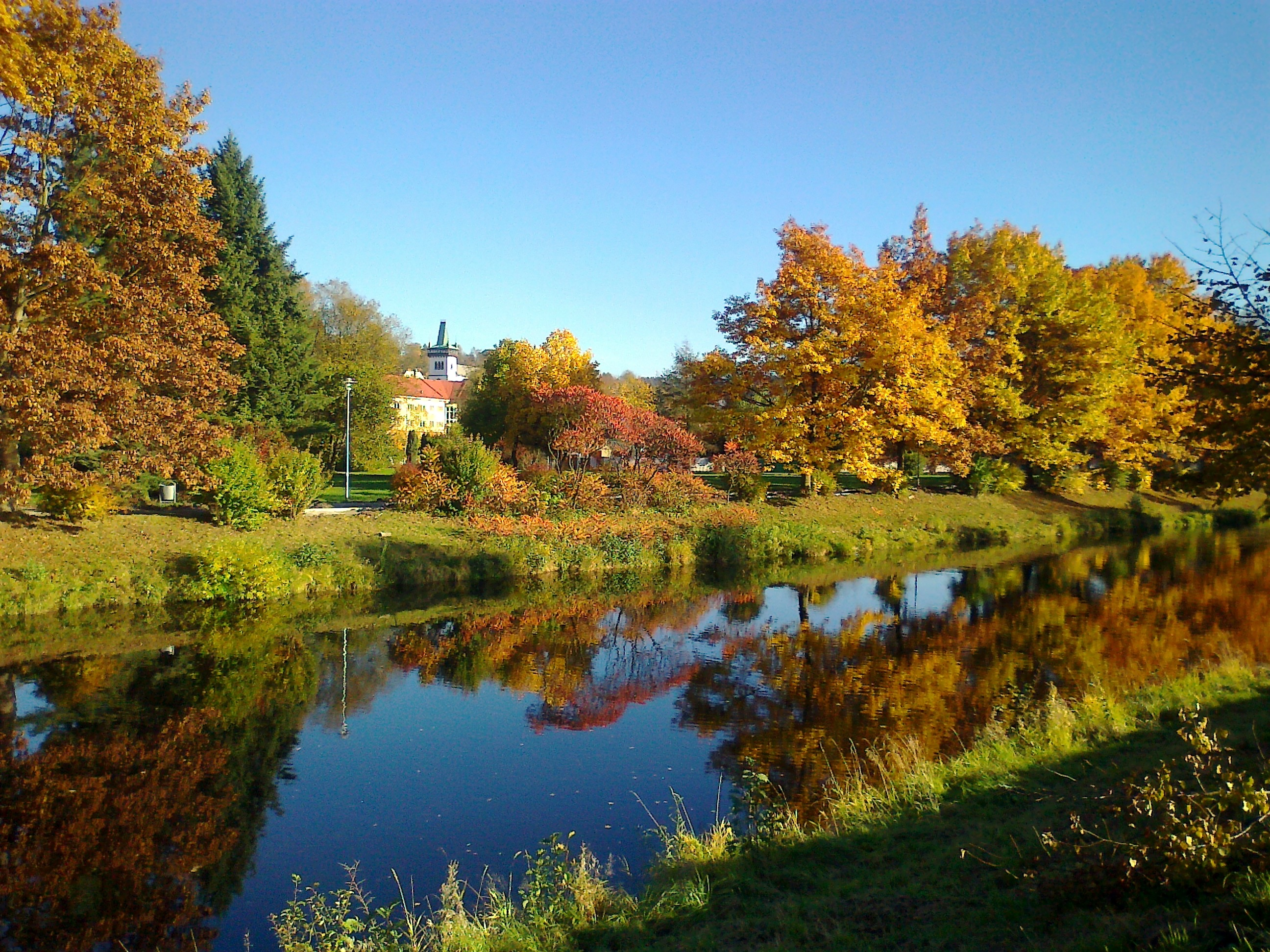
Řeka Jizera v Semilech

Město Semily se nachází v jihovýchodním cípu Libereckého kraje v Semilském okresu. Leží v údolí na soutoku řek Jizery a Olešky a na svazích, především na jižní straně (Komenského náměstí, Nad Špejcharem, Vinice). Území bývalo často řekou Jizerou zaplavováno, proto bylo městečko původně položeno ve vyšší výšce kolem dnešního Komenského náměstí a např. nynější Riegrovo náměstí a Podmoklice nebyly zastavěny.
Západně od Semil se nachází národní přírodní památka Kozákov a chráněná krajinná oblast Český ráj. Severozápadně od města chrání údolí Jizery přírodní památka Galerie a na ni navazující přírodní rezervace Údolí Jizery u Semil a Bítouchova. Východním směrem se nachází Krkonošské podhůří, v němž se mj. nalézá národní přírodní památka Strážník.

## Klima
Semily se nacházejí v mírně teplé oblasti s častými dešti. Klima je celkem vyrovnané bez místních anomálií. Průměrná délka slunečního svitu ve dne je 5 hodin a průměrný počet deštivých dnů v roce je 150.

| Semily – podnebí                                                       | Semily – podnebí | Semily – podnebí | Semily – podnebí | Semily – podnebí | Semily – podnebí | Semily – podnebí | Semily – podnebí | Semily – podnebí | Semily – podnebí | Semily – podnebí | Semily – podnebí | Semily – podnebí | Semily – podnebí |
| Období                                                                 | leden            | únor             | březen           | duben            | květen           | červen           | červenec         | srpen            | září             | říjen            | listopad         | prosinec         | rok              |
| ---------------------------------------------------------------------- | ---------------- | ---------------- | ---------------- | ---------------- | ---------------- | ---------------- | ---------------- | ---------------- | ---------------- | ---------------- | ---------------- | ---------------- | ---------------- |
| Průměrné denní maximum [°C]                                            | 0                | 2                | 6                | 11               | 17               | 18               | 20               | 21               | 16               | 11               | 4                | 1                | 11               |
| Průměrné denní minimum [°C]                                            | −2               | −2               | 0                | 2                | 6                | 10               | 11               | 11               | 8                | 5                | 1                | −1               | 4                |
| Průměrné srážky [mm]                                                   | 45               | 60               | 114              | 59               | 63               | 117              | 145              | 55               | 80               | 80               | 72               | 66               | 956              |
| Zdroj: http://www.zoover.co.uk/czech-republic/liberecky/semily/weather |                  |                  |                  |                  |                  |                  |                  |                  |                  |                  |                  |                  |                  |

## Politika

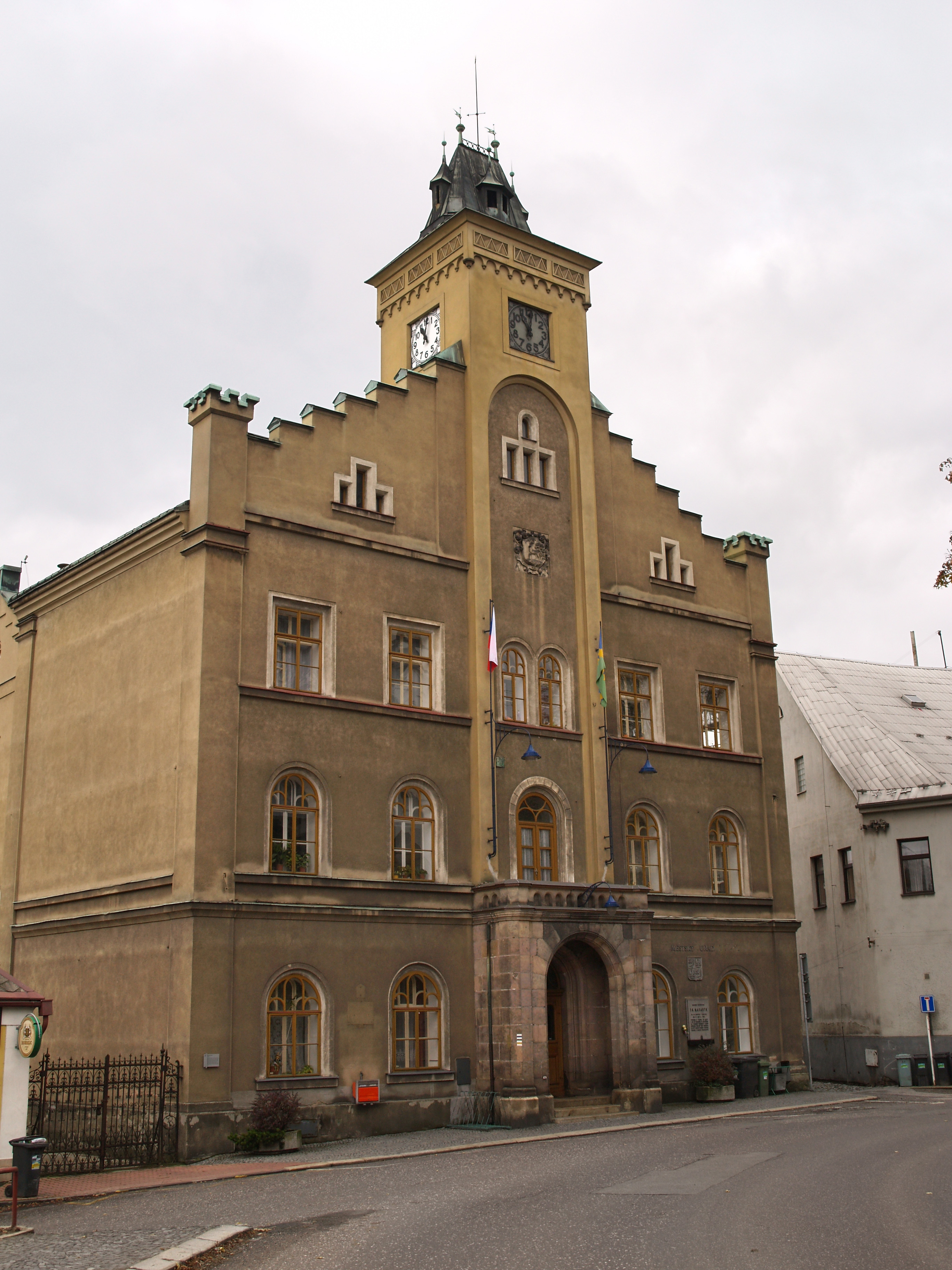
Radnice

### Zastupitelstvo
Semilské zastupitelstvo má dvacet jedna členů, včetně starosty a dvou místostarostů. Rada města je sedmičlenná.
Ve volebním období 2010–2014 byli zvoleni kandidáti těchto stran: Volba pro Semily (12 mandátů), Semiláci (2 mandáty), ODS (2 mandáty), SNK-ED (1 mandát), KSČM (1 mandát), ČSSD (1 mandát), Unie pro sport a zdraví (1 mandát) a Strana pro otevřenou společnost (1 mandát). Starostou se stal Mgr. Jan Farský z vítězné Volby pro Semily, místostarostkami Lena Mlejnková a Marcela Volšičková, obě taktéž z Volby pro Semily. V městské radě zasedali kromě pěti zastupitelů z Volby pro Semily také Vladimír Šimek (SNK-ED) a Karel Krejsa (ČSSD).
Po komunálních volbách konaných v říjnu 2014 se do zastupitelstva dostalo osm osobností kandidujících za Volbu pro Semily, následované čtyřmi za ANO 2011, třemi za uskupení SPOLU a po dvou z kandidátek České strany sociálně demokratické (ČSSD), dále Komunistické strany Čech a Moravy (KSČM) a společné Semiláků s Křesťanskou a demokratickou unií – Československou stranou lidovou (KDU-ČSL). Po volbách se starostkou stala Věra Blažková (ANO 2011), jež vystřídala Jana Farského (Volba pro Semily), který již podle svých předvolebních vyjádření na tuto funkci nechtěl kandidovat. Tato sestava však neměla dlouhého trvání, neschopnost vyřešit problematický stav městské nemocnice vedla 25. března 2015 k odvolání starostky a celé rady, do níž byli poté zvoleni čtyři zastupitelé Volby pro Semily a jeden za ČSSD (dvě místa jsou stále volná a nabízena ostatním stranám). Starostkou byla zvolena Lena Mlejnková (v minulém období místostarostka) a místostarosty Ing. Tomáš Sábl a Vladimír Šimek.

### Vlajka a znak
Od 16. století má městečko již svůj znak – na modrém štítu jelen vpravo kráčející od lípy po zelené louce, nad ním do oblouku šest šesticípých hvězd. V roce 1992 byla městu Semily schválena Českou národní radou městská vlajka, jejíž barevné řešení vychází z barev znaku. Vlajku tvoří modrý a zelený pruh, které jsou od sebe odděleny šesti zlatými šesticípými hvězdami.

## Obyvatelstvo
|                               | 2005  | 2006  | 2007  | 2008  | 2009  | 2010  | 2011  | 2012  | 2013  | 2014  | 2015  | 2016  | 2017  | 2018 |
| ----------------------------- | ----- | ----- | ----- | ----- | ----- | ----- | ----- | ----- | ----- | ----- | ----- | ----- | ----- | ---- |
| Počet obyvatel                | 8 986 | 8 924 | 8 886 | 8 944 | 8 919 | 8 830 | 8 710 | 8 681 | 8 630 | 8 576 | 8 548 | 8 512 | 8 472 |      |
| Hustota zalidnění (obyv./km2) | 551   | 547   | 545   | 549   | 547   |       |       |       |       |       |       |       |       |      |
| Průměrný věk                  | 40,1  | 40,5  | 40,7  | 41,0  | -     |       |       |       |       |       |       |       |       |      |

Nejvíce obyvatel žije v místní části Podmoklice. Míra úmrtnosti v Semilech mírně převyšuje krajskou i celorepublikovou úroveň, což je způsobeno vyšším průměrným věkem obyvatel, protože mládež odtud odchází pro nedostatek pracovních příležitostí. Kriminalita v Semilech je na velmi nízké úrovni (index kriminality 17, Most má index kriminality 43). Podíl vysokoškoláků v Semilech je dosud také na nízké úrovni.

### Sídliště
Veškerá semilská sídliště se nacházejí v místní části Podmoklice:
- sídliště Černý most: budované převážně svépomocí, nazvané podle silničního mostu, pod nímž prochází železniční trať. Vyrůstalo v 70. letech 20. století
- sídliště Oleška: první sídliště v Semilech, vybudované v letech 1951–1961 pro 1100 obyvatel
- sídliště Pod Nádražím: postaveno v letech 1961–1966 pro 1300 obyvatel i se zázemím
- sídliště Řeky: největší sídliště v Semilech pro 2300 obyvatel, stavěno v letech 1978–1984

## Školství, kultura a sport

### Školství

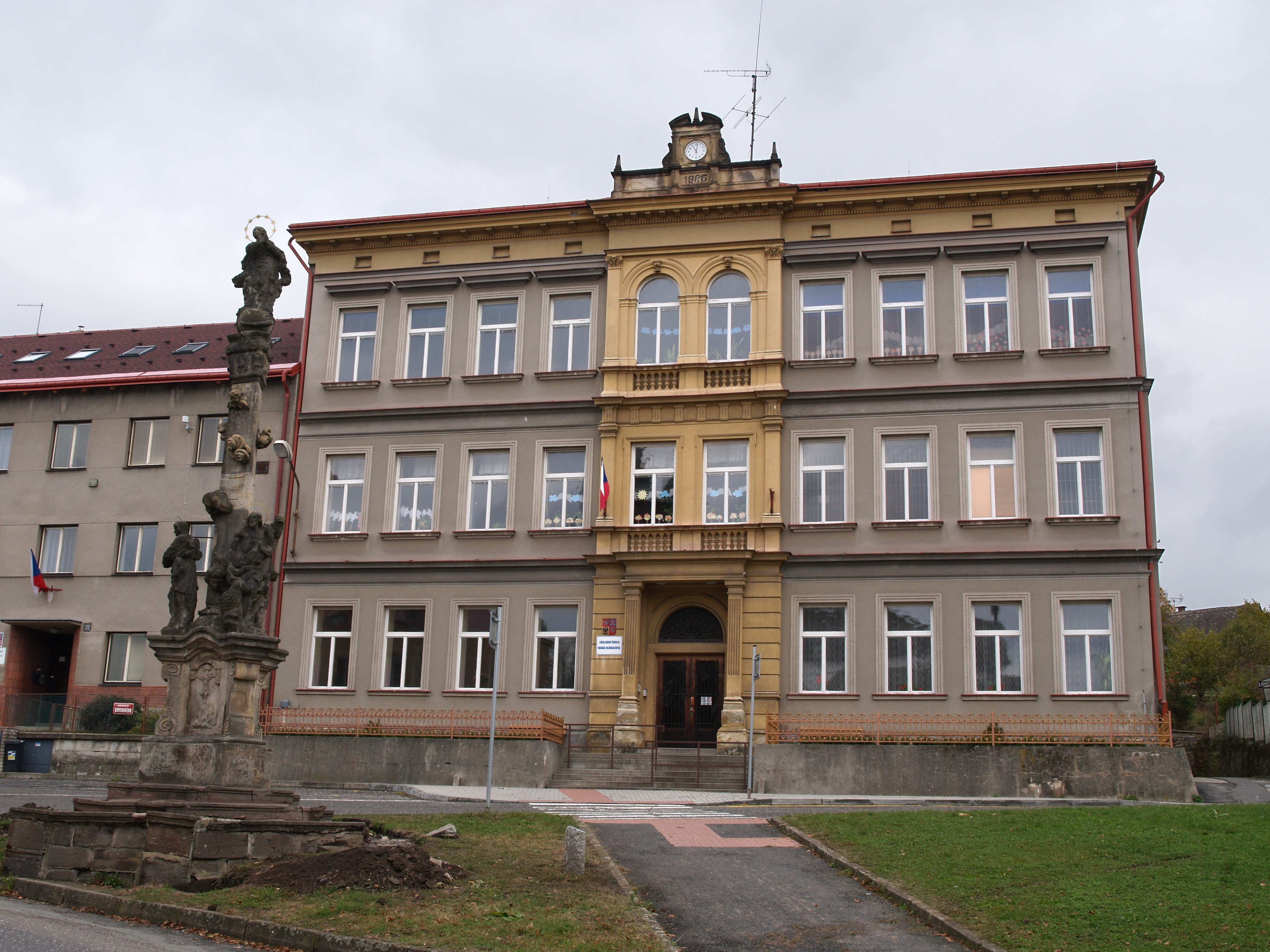
ZŠ Ivana Olbrachta – I. stupeň

Ve městě je pět mateřských škol – křesťanská na ulici Pekárenské, waldorfská na ulici Pod Vartou, Luční, Treperka a Na Olešce. Základních škol je také pět – Dr. F. L. Riegra na Jizerské ulici, Ivana Olbrachta v ulici Nad Špejcharem, základní a střední waldorfská v Tyršově ulici, speciální v Nádražní ulici, praktická a speciální v Jizerské ulici. Semily mají i tři střední školy – integrovanou v ulici 28. října, Waldorfská základní a střední škola Semily, příspěvková organizace v ulici Jana Žižky a v ulici Tyršova; a Gymnázium Ivana Olbrachta v ulici Nad Špejcharem.
První škola v Semilech vznikla někdy v 16. století poblíž radnice. Zprávy jsou velmi kusé a přesná data známa nejsou. Jednalo se o pouhou dřevěnou chalupu s tabulí a dlouhou lavicí pro žáky. Prvním známým učitelem byl roku 1561 jistý Vávra písař.
První zděná školní třída byla na faře, jež byla postavena roku 1797. Měla jednu třídu a její kapacita byla až 100 dětí. V roce 1841 byla pronajata v jiném domě druhá místnost, protože první nepostačovala. Teprve o dvacet let později byla postavena v místě dnešní ZUŠ trojtřídní, později čtyřtřídní obecná škola. Roku 1886 byla prosazena a následně postavena měšťanská škola, dodnes fungující, hned vedle stávající. Brzy však byly obě školy přeplněné a byly zřízeny provizorní třídy na radnici.
30. srpna 1931 byla otevřena v Podmoklicích v Žižkově ulici moderní obecná škola (dnes waldorfské lyceum), jež byla pojmenována po T. G. Masarykovi. Dne 1. září 1949 bylo založeno čtyřleté gymnázium (dnes i osmileté), od roku 1951 sídlící v moderní budově od architekta Oldřicha Udatného. V prvorepublikové učňovské škole v ulici 28. října je dnes Integrovaná střední škola. Semilskou zvláštností je Waldorfská základní a střední škola, jejíž specifický systém výuky, založený Rudolfem Steinerem na antroposofii, přitahuje děti a mládež i jejich rodiče z celé republiky. Základní škola na sídlišti v Řekách nese jméno slavného semilského rodáka dr. F. L. Riegra. Všechny semilské školy prošly v nedávných letech kompletní rekonstrukcí a zateplením.

### Kultura

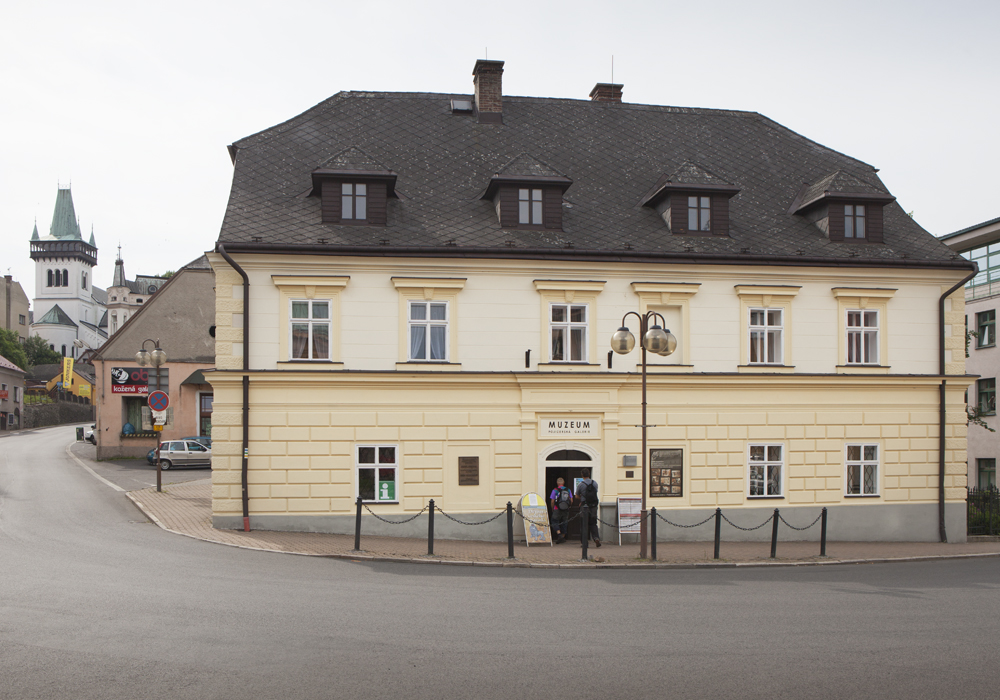
Muzeum a Pojizerská galerie v Semilech

Kulturní a společenský život v Semilech z velké části organizuje Kulturní centrum Golf, dokončený v roce 1979 a pro svou estetickou hodnotu navržený k prohlášení za kulturní památku. V jeho velkém sále se odbývají divadla, koncerty, plesy a další akce. V letech 2009–2010 byla provedena úplná rekonstrukce starého kina Jitřenka na Riegrově náměstí, které pro biografická představení slouží již od roku 1920, má 117 míst a je vybaveno špičkovou digitální technologií, která umožňuje zajišťovat i on-line přenosy operních, baletních a činoherních představení z předních světových divadel. V budově sídlí také Městská knihovna se 66 tisíci svazky knih, nabízející kromě internetu pro veřejnost také kurzy Univerzity třetího věku, přednášky a besedy o literatuře. Muzeum a Pojizerská galerie, jež hostí také Informační centrum, kromě tematických historických výstav a výstav děl regionálních umělců přináší i pohledy do tvorby renomovaných autorů, besedy a komorní koncerty. Spravuje také Červenou roubenku s pilníkářskou dílnou a způsob života domkáře na periférii města. S výtvarnými a historickými výstavami se můžeme setkat také ve foyer Státního okresního archivu Semily. (pořádání výstav). Možná vás přiláká i soukromé Technické muzeum v nedalekém Loukově.

### Spolkový život
Jeden z nejstarších spolků je pěvecký sbor Jizeran. Na veřejnosti poprvé vystoupil 27. června 1860, založen byl Bedřichem Pincem. Po roce 1990 byl obnoven Mgr. Jaroslavem Vávrou. V současnosti diriguje sbor Jiří Kurfiřt – ředitel ZUŠ.
Hasiči a sokolové byli původně sdruženi v jednom spolku, založeném už roku 1871. Časem se jejich kroky rozešly, ale fungují dodnes k prospěchu města.
Semily ve světě proslavila Jizerka – špičkový dětský a mládežnický sbor, založený Alenou Kuželovou v roce 1965. Alena i její manžel Václav, který se na vedení sboru podílel od roku 1967, byli za svou mnohaletou obětavou práci oceněni řadou uznání – mj. čestným občanstvím Semil (2005), Cenou Františka Lýska a Cenou Bedřicha Smetany. Má dva přípravné sbory: Sedmikrásku (1.–2. třída ZŠ) a Čekanky (3.–5. třída ZŠ), dále Smíšený sbor a mužskou H9. Jizerka zpívala v mnoha evropských zemích, USA a Japonsku. V roce 2007 se hlavní sbormistryní Jizerky stala bývalá žačka Brádlových, dnes renomovaná mezzosopranistka Nadia Ladkany.
Na dlouhou tradici ochotnického divadla, založeného roku 1862, navazuje dnes PODIO, jehož režisérem je bývalý loutkoherec Zdeněk Lindner; ten také vytvořil každoroční divadelní přehlídku Semilský paroháč. Vynikající výkony podává pod taktovkou italského dirigenta Graziana Sanvita Podkrkonošský symfonický orchestr (PSO), pokračující v tradici stejnojmenného orchestru, založeného Jiřím Matlasem. Z dalších velmi aktivních spolků můžeme zmínit Podkrkonošskou společnost přátel dětí zdravotně postižených, Fokus, Junák - český skaut, Orel, Cervus Semilensis, Spolek rodáků a přátel města Semil, Český svaz včelařů, Český svaz chovatelů, Klub českých turistů, Podkrkonošskou a Pojizerskou společnost Járy Cimrmana a další. Ze sportovních uveďme Golf Club Semily s jedinečným hřištěm, populární Florbalový klub SCC, Horolezecký oddíl, Lyžařský klub a Zimní lyžařskou školu s vlekem na svahu Kozákova, Sportovně střelecký klub se střelnicí nebo Autoklub.

### Kulturní akce
- festival Jazz pod Kozákovem
- Semilský pecen
- Semilský paroháč
- Semilský džbánek
- Country festival

## Zdravotnictví
Časté úrazy v jeho továrnách vedly továrníka F. Schmitta v letech 1891 až 1892 k postavení první nemocnice v semilském okrese. Šestnáctilůžková nemocnice v budově dnešního Domu dětí a mládeže fungovala 16 let. Roku 1908 ji nahradila nová nemocnice, jež měla v prvních letech 50 lůžek a pacientům sloužily řádové sestry. V roce 1928 byl otevřen nový pavilon a řádové sestry byly nahrazeny civilním zdravotnickým personálem. Ve 30. letech byla na hlavní budově provedena nástavba, díky níž se navýšila kapacita nemocnice na 220 lůžek. V letech 1992–1996 proběhla rekonstrukce v hodnotě půl miliardy Kč a do pavilónů byla přemístěna oddělení z Lomnice nad Popelkou.
V 50. letech vznikla na nároží ulic Tyršova a Špidlenova dvojposchoďová poliklinika.

### Nemocnice a poliklinika
Semilská nemocnice se nachází při silnici II/292 do Podmošny na samém okraji města. Disponuje 150 lůžky, má přes 200 zaměstnanců a je rozdělena do tří pavilónů s vlastní lékárnou. Zatímco interna v roce 2016 zanikla, renomé si udržuje chirurgie a zvláště ortopedie, poskytují také nabídku ambulantní léčby. V poliklinice ordinují stomatologové, alergolog, dětští a praktičtí lékaři.

## Doprava

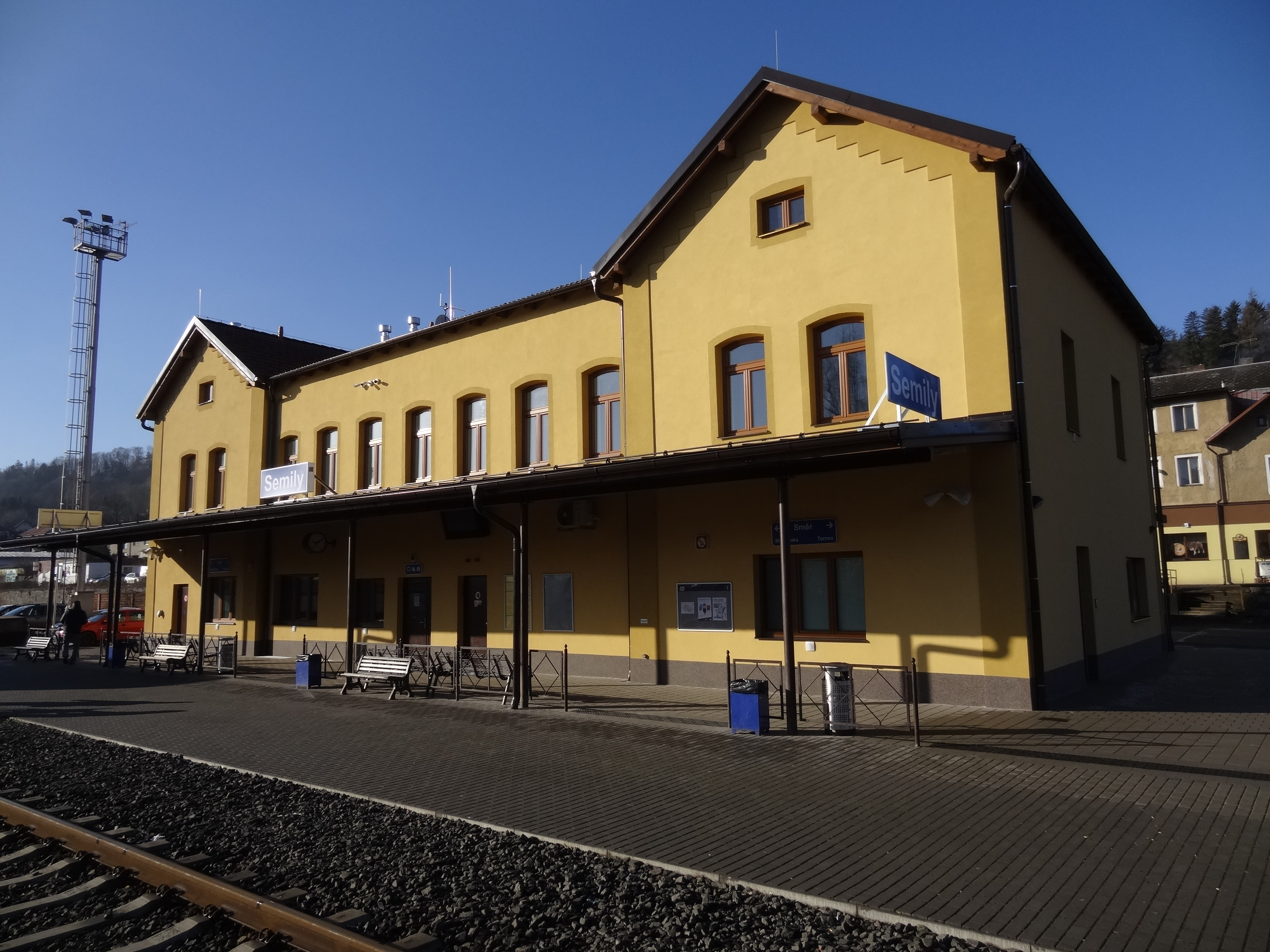
Železniční stanice

Semily se nachází na křižovatce silnic II/289, II/292, III/2829 a III/2892. Nejvytíženější ulicí v Semilech je ulice Nádražní (II/289+II/292) v úseku od Riegrova náměstí přes most až po křižovatku Luční×Nádražní×Na Olešce.
Na území města Semily se nacházejí dvě železniční stanice. Železniční stanice Semily v Podmoklicích na trati 030 z Pardubic do Liberce. V této stanici zastavují vlaky přibližně každou hodinu včetně rychlíků. Železniční zastávka Spálov ve Spálově na trati 035 z Tanvaldu do Železného Brodu. V této zastávce staví pouze osobní vlaky zhruba každé 2 hodiny.
Autobusové nádraží dříve leželo přímo na Riegrově náměstí, dnes se nachází v Podmoklicích asi 300 metrů od Riegrova náměstí a asi 100 metrů od železniční stanice. Autobusovou dopravu zajišťuje společnost Bus Line a.s. (někdejší ČSAD Semily a ČSAD Jablonec n. N.). MHD v Semilech pod číslem 670 505 jezdí celý den okruh ze Spálova nebo z Řek kolem krematoria nebo vlakového nádraží, přes nemocnici, Benešov u Semil a zpět.

## Památky a zajímavosti

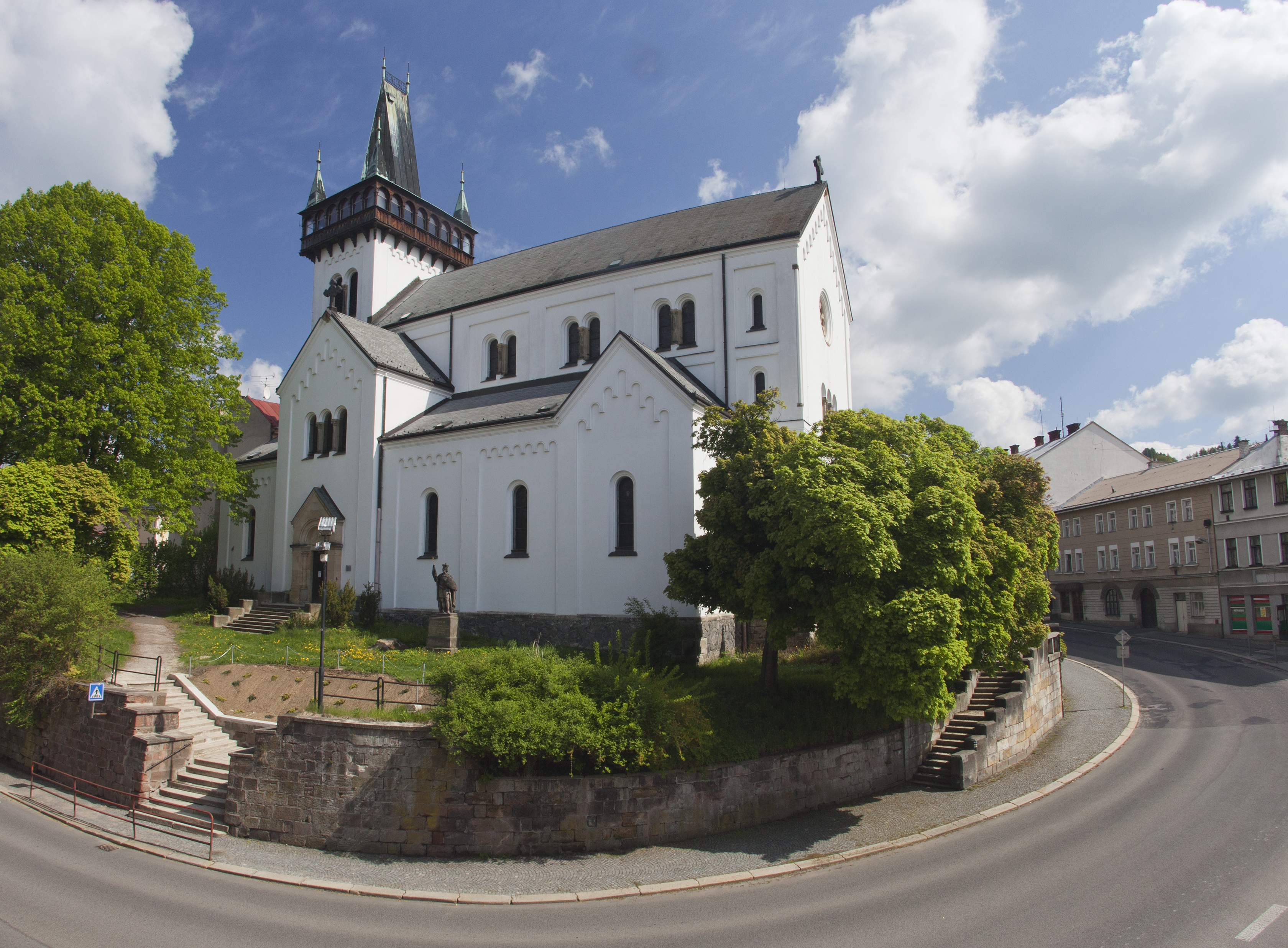
Kostel sv. Petra a Pavla

Řada stavebních památek v Semilech pochází z počátku 20. století. Mezi ně se řadí například secesní Obecní dům a sokolovna (někdejší Dělnický dům), nárožní dům v Husově ulici nebo novorománský kostel sv. Petra a Pavla.
- Děkanský kostel sv. Petra a Pavla byl postaven v letech 1908 až 1911 na místě původního barokního kostela se hřbitovem, pocházejícího z roku 1702, jemuž zase předcházela řada dřevěných staveb. Jde o trojlodní novorománskou basiliku s plochým stropem a mohutnou věží dle projektu karlínského architekta Bohumila Štěrby, s kněžištěm netradičně obráceným na západ. Z původní stavby jsou zachovány v nikách na průčelí dvě nadživotní kamenné sochy sv. Petra a sv. Pavla. Zařízení je vesměs pseudoslohové z doby stavby chrámu, vše buď z dílny, nebo aspoň podle návrhů řezbářské dílny Petra Buška synové na Sychrově.[22] K nejcennějším artefaktům patří vitráže od Benedikta Škardy z Brna, jejichž donátoři jsou na nich zmíněni. Umělecky hodnotné jsou také tympanony nad třemi vstupy do chrámu, které provedl pražský sochař Jindřich Čapek. Varhany patří k nejvýznamnějším dílům mistra Josefa Kobrle z Lomnice nad Popelkou – vybavil je dvěma manuály, pedálem, 18 rejstříky a pneumatickou kuželkovou vzdušnicí, píšťaly uložil ve dvou skříních románského slohu, od 1926 měchy poháněny elektřinou. Ve věži jsou zavěšeny tři zvony – nejstarší „ke cti Boží“ je datován 1537, druhý sv. Jana Křtitele pochází z kostela na Koštofranku a má vročení 1590 a poslední, zasvěcený sv. Anežce České, věnoval děkan Alfréd Kostka roku 1991 k uctění památky svého otce, jenž zahynul v koncentračním táboře.[23]

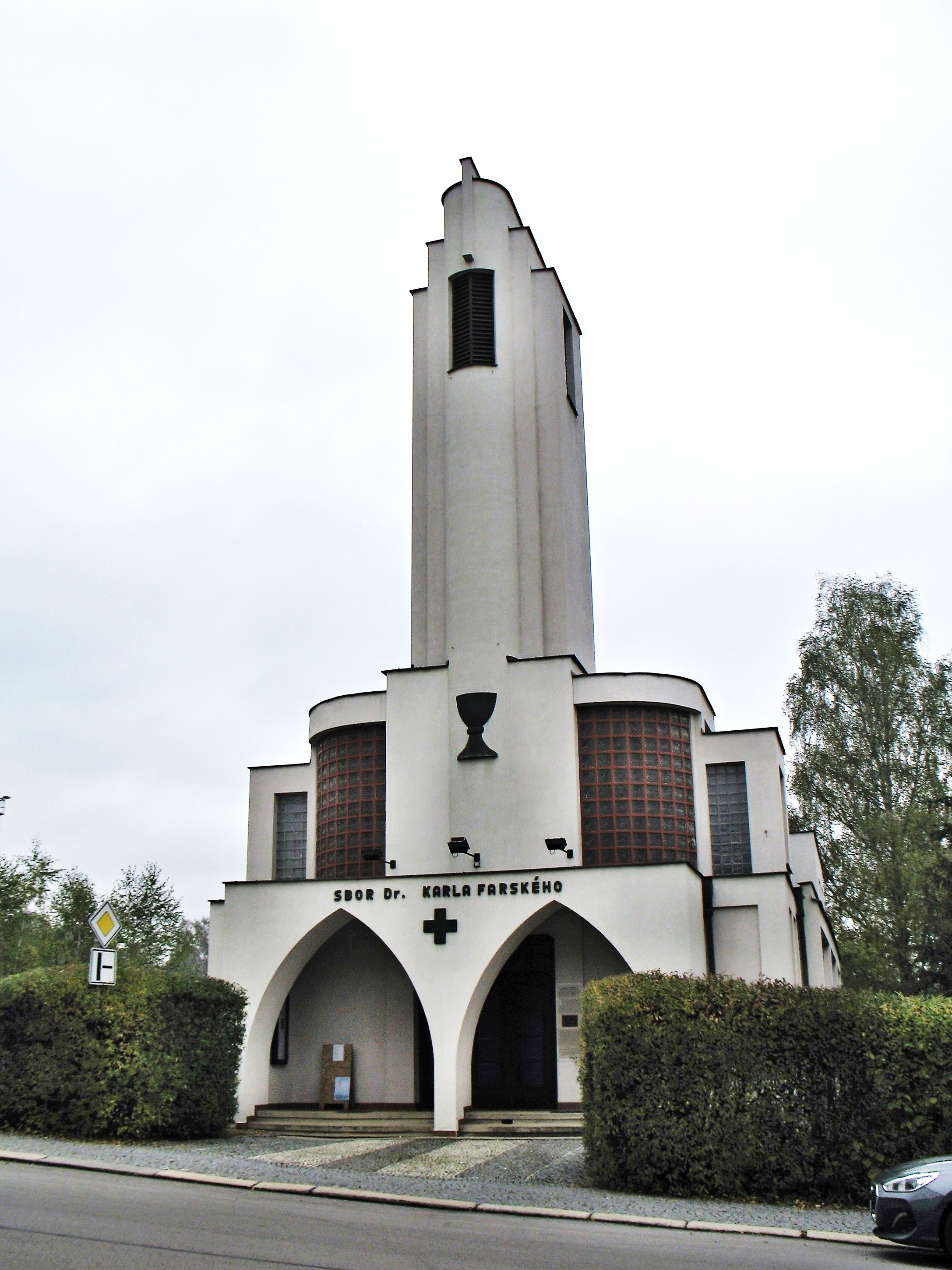
Sbor dr. Karla Farského

- Sbor dr. Karla FarskéhoHřbitovní kostel Umučení sv. Jana Křtitele na Koštofranku měl rovněž dřevěného předchůdce, kterého si těsně před rokem 1590 postavili podle celkem reálné hypotézy katoličtí obyvatelé Semil, když farní kostel ve městě zabrali po reformaci utrakvisté. Kamenný byl vystavěn v barokním slohu v letech 1723 až 1727. Průčelí je zdobeno vysokým trojbokým štítem a pilastry. Plochý strop, stěny s pilastry, v kněžišti nástropní malba Jan Křtitel káže národům z roku 1761, z téže doby iluzivně malovaná architektura hlavního oltáře s malbou Hlavy sv. Jana Křtitele ve vězení. Po stranách sochy sv. Veroniky a sv. Heleny, dva jednoduché protějškové oltáře s obrazy sv. Václava a sv. Prokopa, P. Marie Růžencové a sv. Barbory z konce 18. století a kazatelna s malovanými obrazy evangelistů z 17. století.[22] V roce 1825 byla postavena na sakristii empora. Varhany pocházejí z kostela svatého Petra a Pavla a jsou dnes ve špatném stavu. U kostela sídlil od roku 1728 až do josefínských reforem poustevník, který bydlel v malém domku se zahrádkou na hřbitově, který kostel dodnes obklopuje. Pod kostelem se nalézá pramen svatého Václava, který byl objeven roku 1793, kamenná studnice pochází z roku 1857, výstavba byla dokončena vznikem schodiště a sochy světce roku 1895.[23]
- Sbor Dr. Karla Farského byl vystavěn roku 1938 československou církví. Při jeho stavbě použil turnovský architekt Vladimír Krýš moderní technologie - beton a sklo. Velmi působivá je lamelová klenba, vzepjatá 5 metrů vysoko nad sborem o rozměrech 10,9 x 15,0 metrů, a zejména 24 metrů vysoká železobetonová věž s cihelnou výplní. V předsíni a později i ve sboru bylo zřízeno kolumbárium. Původní harmonium nahradily jednomanuálové elektrické varhany s pěti rejstříky. Roku 1958 doplněny do kostela dva reliéfy akad. malíře Vladimíra Komárka, „M. Jan Hus na kazatelně“ a „Karel Farský v zamyšlení nad Písmem svatým“. Střed zdi nad kněžištěm od roku 1990 zdobí plastika „Žehnající Kristus“ od akad. sochaře Jana Mastníka.[23]
- Kaple Čtrnácti svatých pomocníků – stavba z 2. poloviny 18. století s dobovou figurativní výmalbou interiéru.[22] Nachází se 1 km severně za městem, při silnici II/289. U objektu roste čtveřice památných stromů – Lípy u kapličky Čtrnácti pomocníků.
- Kaple Bolestné P. Marie (Sejkorská kaplička) – stavba z konce 18. století. Nachází se 3 km za městem.[22]
- Fara – jednopatrová stavba z konce 18. století s průčelím členěným dekorativními rámy.[22]
- Zámek - jednopatrová barokní stavba pochází z první poloviny 17. století. Severní zámecké křídlo zdobí arkády. Roku 1846 zničil střechu zámku požár. Rozsáhlé přestavby po roce 1898, tehdy se stalo majitelem zámku město. Od roku 1922 zámek v majetku státu. V roce 1926 vystavěno druhé patro, v 70. letech 19. století bylo třetí patro a zazděny arkády, po r. 1990 rehabilitace.[23]
- Radnice – původně dřevěná stavba s věží z roku 1691, která později zchátrala. Nová radnice slavnostně otevřena roku 1874 za přítomnosti Františka Ladislava Riegra. Budova zároveň sloužila jako knihovna, záložna, divadelní sál a hostinec a obchod s potravinami. Roku 1922, v neděli 17. září, z balkónu promluvil prezident Tomáš Garrigue Masaryk (pamětní deska).
- Muzeum a Pojizerská galerie – původně panský dům z roku 1760 patří k nejstarším ve městě. Dům patřil původně k zámku. Od 80. let 19. století v něm žil spisovatel Antal Stašek a roku 1882 se zde narodil jeho syn Kamil – Ivan Olbracht. Dnes muzeum a galerie s infocentrem.

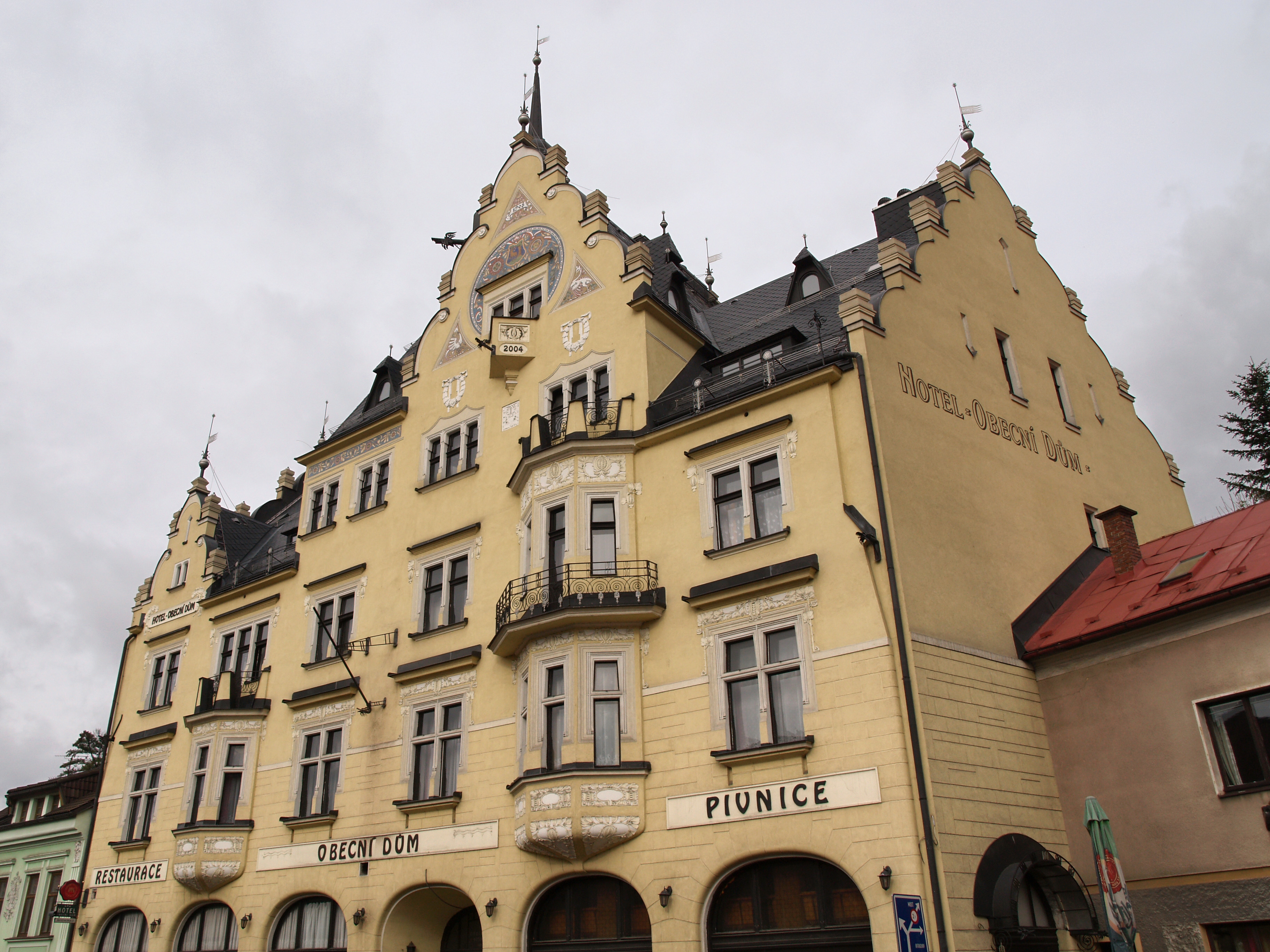
Obecní dům v Husově ulici

- Obecní (dříve též Okresní) dům – novorenesanční stavba postavená jako hotel Janem Vejrychem v letech 1905 až 1906.[22] Jde o čtyřpatrovou stavbu s bohatým štukovým secesním dekorem, s věží a z Benátek dodanou mozaikou. Mozaiku provedla pražská firma Giovanni Petrucco podle návrhu umělce Jano Köhlera. Městská pokladna nemohla však provoz ufinancovat, a tak hotel prodala okresu, v roce 1928 jej koupil Miloš Kvapil. Po znárodnění hotel chátral, teprve nový majitel, TOPEX 99 jej po roce 1999 postupně obnovil.[23]
- Sokolovna (dříve Dělnický dům) – stavba s figurálním tympanonem od J. J. Hlavy, postavena v roce 1909 sociálně demokratickou stranou, roku 1916 získána v dražbě jednotou Sokola.[22]
- Městská nemocnice – stavba od V. Hellera po roce 1907.[22]
- Mariánský barokní sloup na Komenského náměstí z roku 1737 se sochami sv. Jana Evangelisty, sv. Jana Křtitele a sv. Jana Nepomuckého, sloup byl postaven jako díkůvzdání za záchranu města před požárem. Na soklu se nacházejí reliéfy Ukřižovaného Krista, sv. Václava a sv. Floriána. Autorem je pravděpodobně sochař Martin Jelínek z Kosmonos.[23]
- Socha Františka Ladislava Riegra v řečnickém postoji z roku 1928, od pražského sochaře Ladislava Šalouna.
- Sousoší Otec a syn (Antal Stašek a Ivan Olbracht) od sochaře Josefa Malejovského z roku 1960.
- Socha sv. Václava od sochaře Františka Herrgesella z roku 1864, daroval F. L. Rieger na památku svého otce. Původně stávala na Dolením (Riegrově náměstí), r. 1979 přemístěna ke kostelu sv. Petra a Pavla naproti radnici.
- několik soch: barokní sousoší sv. Anny s P. Marií, barokní sv. Jan Nepomucký, sv. Václav s kašnou (u cesty ke hřbitovnímu kostelu), další sv. Václav (u farního kostela, od F. L. Riegra na památku jeho otce).[22]
- v Jílovecké ulici (pod hřbitovním kostelem) se nalézá soubor tří roubených chaloupek z let 1785 až 1906. Bydleli zde drobní řemeslníci a tovární dělníci, mimo jiné také výrobce pilníků, jehož řemeslu je věnována stálá expozice. Jde o domy pojizerského typu.[23]
- Krematorium – vystavěno roku 1937, šlo o první elektrické krematorium v českých zemích. Funkcionalistický projekt vytvořil architekt Josef Schejbal. Vnitřní dekorace provedl Alois Doležel z Prostějova, žák Maxe Švabinského. V 60. letech 20. století bylo krematorium rekonstruováno na plyn a od roku 1988 slouží jen jako obřadní síň.[23]
- Při Cihlářské ulici na sv. okraji Semil je chráněna památná Lípa u cihelny (50°36′20,6″ s. š., 15°20′35,6″ v. d.)

Na severu města začínají dvě velice zajímavé stezky procházející Údolím Jizery, a to Kamenického a Riegrova. Toto údolí patří do Geoparku Český ráj a vyskytuje se v něm endemická rostlina lomikámen trsnatý vlnatý. V osadě Nouzov nalezneme Cimrmanovu Nejnižší rozhlednu na světě a u osady Cimbál Masarykovu vyhlídku. Východně od Semil jsou také populární Bozkovské dolomitové jeskyně a západně zase hora Kozákov, jež je nejvyšším vrcholem Českého ráje – 745 m.

### Riegrův domek

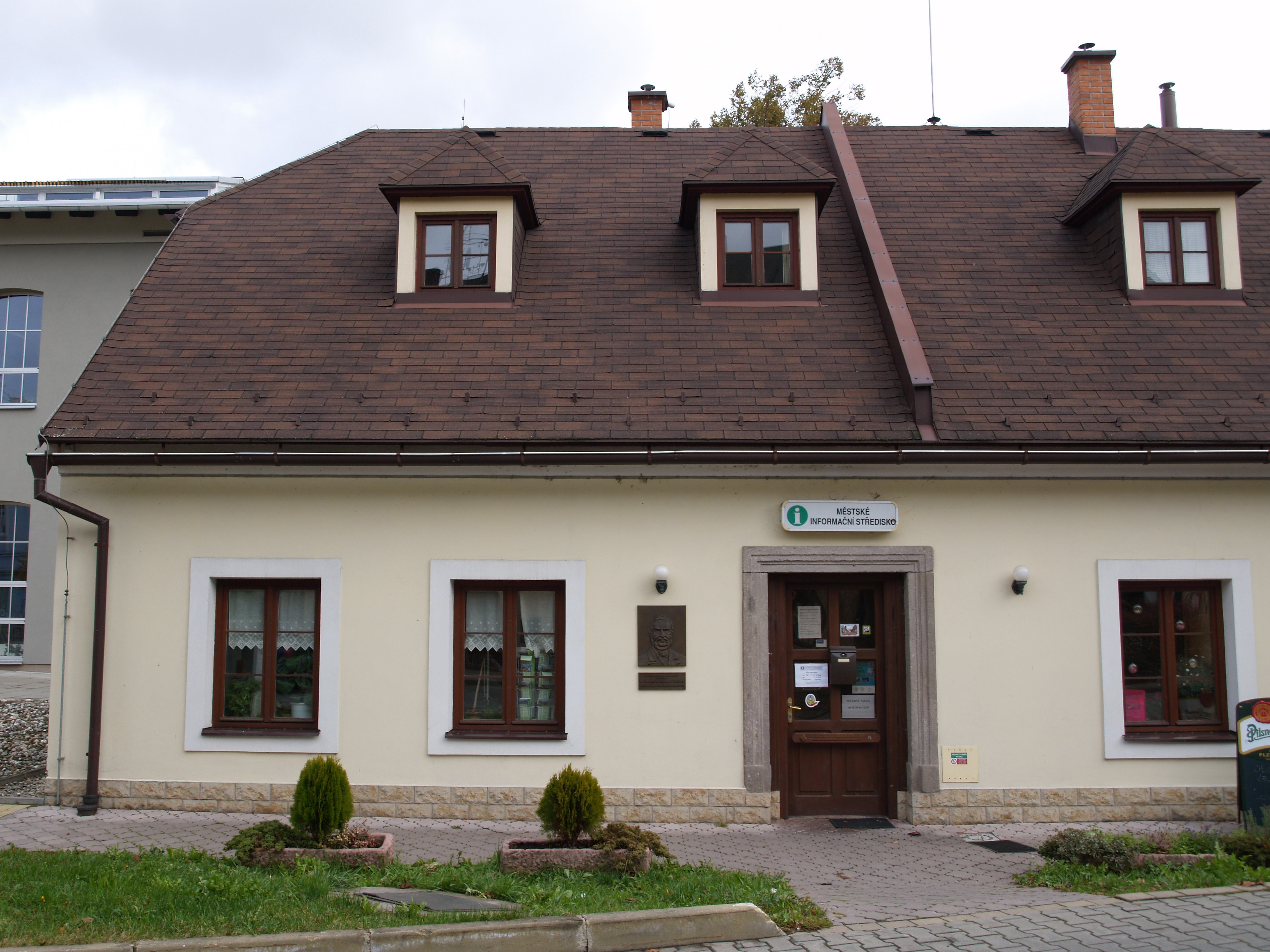
Riegrův domek na Riegrově náměstí

Dům čp. 68, jemuž místní lidé říkají Riegrův domek, je poslední zachovanou stavbou kdysi rozsáhlého komplexu budov Riegrova mlýna, bývala v něm konírna. Na domě je také umístěna pamětní deska jako vzpomínka na slavného semilského rodáka F. L. Riegra.

### Komunistická mozaika

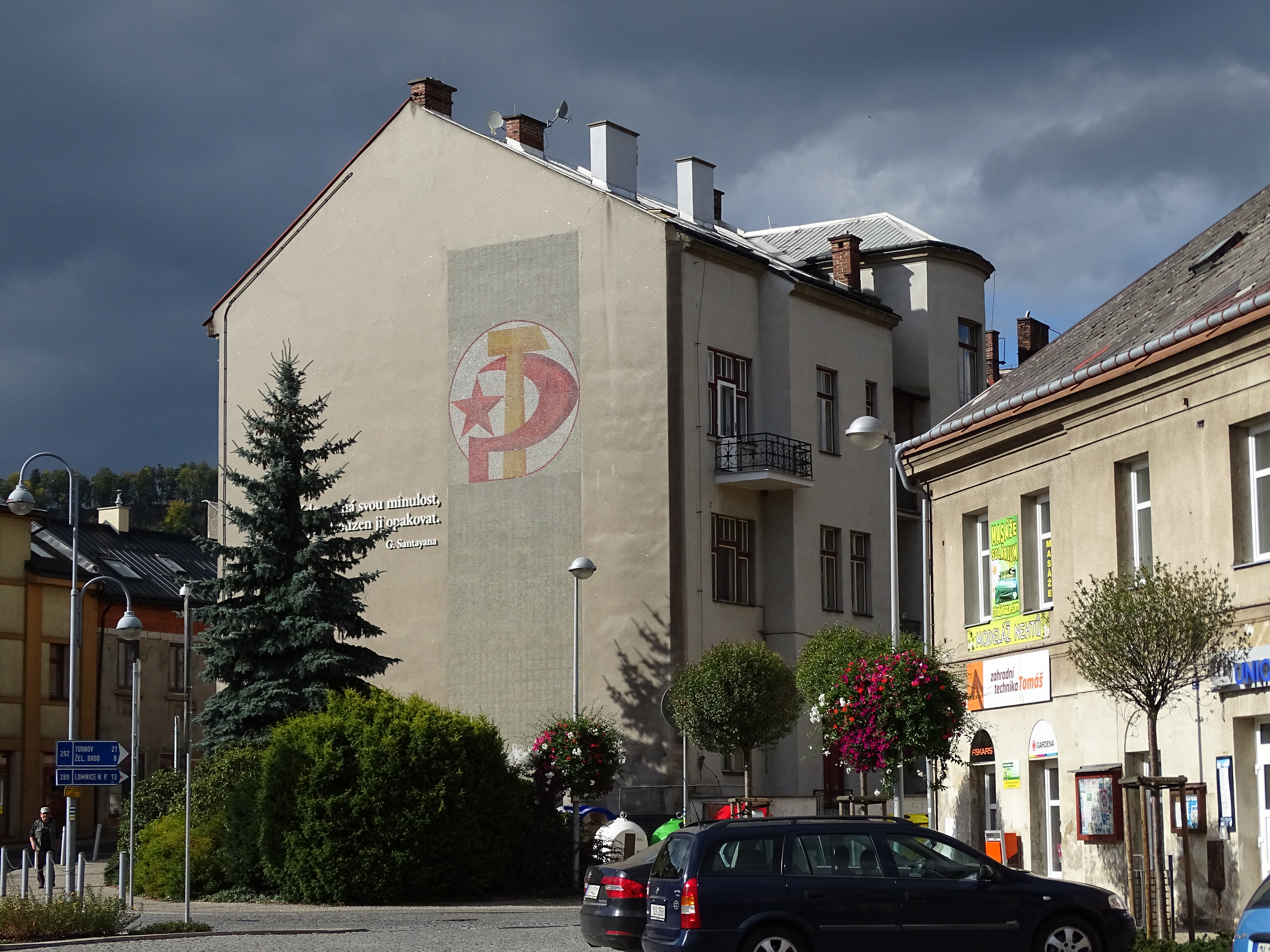
Mozaika se symboly komunismu na štítě domu na Riegrově náměstí před zakrytím

Staronovým symbolem semilského náměstí se po svém odkrytí v roce 2009 stala komunistická mozaika s rudou hvězdou, srpem a kladivem, umístěná vysoko na průčelí domu a dominující Riegrovu náměstí. Od roku 1990 byla překrytá reklamním bannerem. Kontroverzní výzdoba náměstí byla zároveň při odhalení doplněna citátem George Santayany: „Kdo nezná svou minulost, je odsouzen ji opakovat.“
V roce 2016 v participativním rozpočtu občané odhlasovali definitivní zakrytí kontroverzní mozaiky novou fasádou, na níž bude vyveden znak města. Realizace tohoto projektu proběhla na podzim 2018.

## Známí rodáci a osobnosti

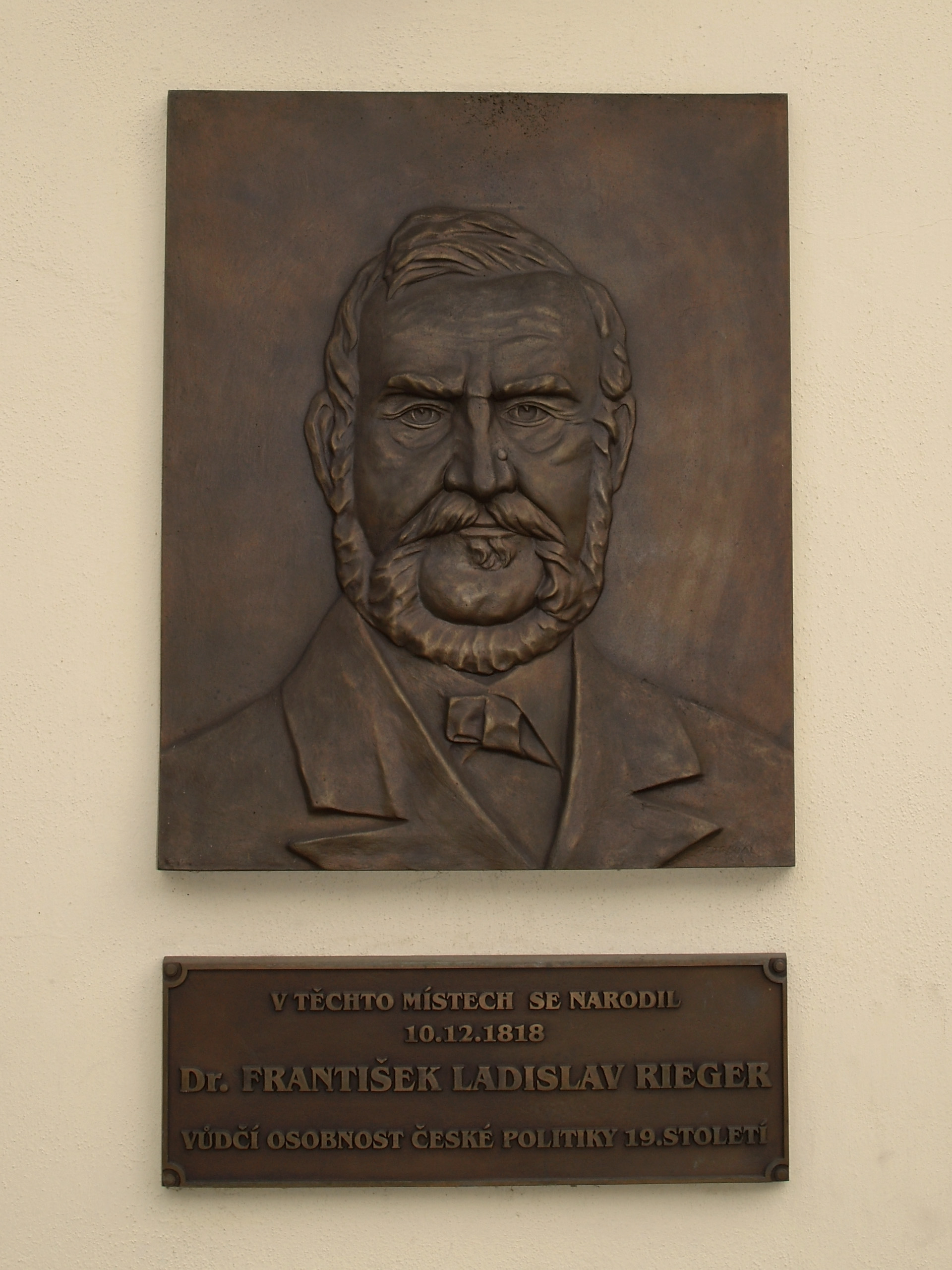
Pamětní deska F. L. Riegra na Riegrově domu

- Josef Bartoš (1923–1998), klasický archeolog, propagátor antroposofie, iniciátor waldorfského školství v Semilech
- Jiří Bažant (1924–2011), hudební skladatel, aranžér, klavírista a hudební pedagog
- Dagmar Benešová (1906–1999), profesorka Univerzity Karlovy, zakladatelka moderní dětské patologie
- Jiří Čeřovský (* 1955), politik
- Miloš Endler (1903–1993), malíř krajin, grafik a restaurátor obrazů
- Jan Farský (* 1979), místopředseda hnutí STAN,  poslanec PČR, v letech 2006 až 2014 starosta Semil
- Julie Hamáčková (1892–1968), hydrobioložka, profesorka ČVUT
- Josef Jiří Hlava (1884–1936), sochař a konzervátor
- Pavel Hlava (1924–2003), sklářský výtvarník
- Rudolf Hlava (1911–1988), pedagog, sběratel, archivář a muzejník, čestný občan Semil
- Jindřich Hybler (1891–1966), český sbormistr a hudební skladatel
- Miloslav Jágr (1927–1997), iustrátor, scénograf, spisovatel a výtvarník
- Jiří Janoušek (1917–1940), pplk. in mem., letec 311. perutě RAF
- Mirko Jelusich (1886–1969), rakouský spisovatel, divadelní kritik a klíčová postava nacistické kultury v Rakousku
- Magdalena Jetelová (* 1946), sochařka, fotografka a výtvarnice konceptuálních projektů, žije v Německu
- Zdeněk Johan (1935–2016), mineralog, profesor univerzity ve francouzském Orléansu, čestný občan Semil
- Jan Kamenický (1876–1951), vrchní rada zemského úřadu, propagátor turistiky, publicista
- Kateřina Kasanová (* 1999), modelka, vítězka Miss Face Czech Republic 2017
- Vladimír Komárek (1928–2002), český malíř, grafik, ilustrátor a pedagog
- Karel Kramář (1860–1937), český a československý politik, první ministerský předseda ČSR, účastník odboje, předseda Československé národní demokracie, předseda Národního sjednocení
- Bohumil Kučera (1874–1921), český fyzik
- Vincenc Kwaysser (1837–1901), ředitel továrny, vynálezce hektografu, chemik a fotograf
- Marie Kwaysserová (1849–1913), německá básnířka a překladatelka
- Antonín Langhamer (* 1936), teoretik výtvarného umění, ředitel Muzea skla a bižuterie v Jablonci nad Nisou
- Milena Lenderová (* 1946), historička, profesorka Jihočeské univerzity, děkanka Fakulty humanitních studií Univerzity Pardubice
- Bohumil Majzner (1934–2016), loutkoherec a potomek významné podkrkonošské loutkářské rodiny Majznerů
- František Mizera (1861–1925), učitel a historik
- Otakar Morávek (1925–1996), pedagog, ředitel gymnázia 1968–1969, lehkoatletický trenér, významný člen Sokola
- Ladislav Muška (* 1928), pěvec a režisér opery Severočeského divadla v Ústí nad Labem
- Jaromír Nosek (* 1978), herec, absolvent semilského Gymnázia Ivana Olbrachta
- Břetislav Novák (* 1952), sklářský výtvarník
- Josef František Novák (1767–1844), profesor teologie, arcibiskup zadarský
- Ivan Olbracht (1882–1952), spisovatel, prozaik, publicista, novinář a překladatel
- Josef Paldus (* 1935), český chemik, profesor na Univerzitě ve Waterloo v kanadském Ontáriu, čestný občan Semil
- Květoslava Patočková (1912–1991), alias semilská bába, bylinkářka a lidová léčitelka
- František Adam Petřina (1799–1855), fyzik a matematik
- Ludvík Pytlíček (1943–2019), filatelista
- Věra Plívová-Šimková(* 1934), filmová režisérka, známá zejména svými filmy o dětech a pro děti
- František Ladislav Rieger (1818–1903), politik, publicista, spoluzakladatel a vůdce Národní strany, později nazývané jako staročeská strana
- Jiří Salaba (* 1947), malíř
- Antal Stašek (1843–1931), spisovatel a právník
- Karel Steigerwald (* 1945), dramatik, dramaturg, scenárista a publicista
- Pavel Tigrid (1917–2003), vlastním jménem Pavel Schönfeld, spisovatel a publicista
- Josef Vejvara (1869–1946), spisovatel a žurnalista Národních listů
- Zdeněk Zahradník (* 1936), hudební skladatel a režisér

## Partnerská města
- Koločava, Ukrajina
- Schauenburg, Německo